# Полянське (Новгород-Сіверський район)
Полянське — колишнє село в Україні, Новгород-Сіверському районі Чернігівської області. Підпорядковувалось Березовогатській сільській раді.
Розташовувалося за 2,5 км на північний захід від Березової Гаті, на висоті 190 м над рівнем моря.
За даними 1984 року фігурувало як урочище Полянське, постійного населення не було. 
8 серпня 1995 року Чернігівська обласна рада зняла село з обліку.
Сьогодні територія колишнього села - оранка та луки.